# Yūichirō Tamaki
Pour les articles homonymes, voir Tamaki (homonymie).
Yūichirō Tamaki (玉木 雄一郎, Tamaki Yūichirō), né le 1er mai 1969 à Sangawa dans la préfecture de Kagawa, est un homme politique japonais, président du Parti démocrate du peuple depuis 2018. Représentant du Japon depuis 2009, il a d'abord été successivement membre du Parti démocrate, du Parti démocrate progressiste et du Parti de l'espoir, qu'il dirige entre 2017 et 2018.

## Jeunesse et carrière administrative
Dernier fils d'un agriculteur, Tamaki est né le 1er mai 1969 dans le bourg de Sangawa, dans le district d'Ōkawa — aujourd'hui la ville de Sanuki —, dans la préfecture de Kagawa. Il est diplômé de la faculté de droit de l'université de Tokyo et titulaire d'un master obtenu à la John F. Kennedy School of Government de l'université d'Harvard.
Sa carrière commence dans l'administration publique. Il est d'abord inspecteur adjoint au sein du bureau du budget du ministère des Finances, puis directeur de la division des affaires juridiques et administratives du bureau régional des impôts d'Osaka. Il travaille ensuite pour le bureau des affaires moyen-orientales et africaines du ministère des Affaires étrangères avant d'être nommé au poste de secrétaire spécialisé du bureau du Cabinet auprès du ministre d'État chargé des Missions spéciales.

## Parcours politique

### Parti démocrate du Japon
Il se présente aux élections législatives de septembre 2005 dans la deuxième circonscription de Kagawa, sous les couleurs du Parti démocrate du Japon (PDJ), mais est battu par le député sortant Yoshio Kimura (ja), du Parti libéral-démocrate (PLD), qui recueille environ 30 000 voix de plus. Tamaki figure simultanément sur la liste du Parti démocrate dans la circonscription proportionnelle de Shikoku (ja) mais échoue à être élu.  
À nouveau candidat dans la deuxième circonscription de Kagawa lors des élections législatives d'août 2009, il en sort cette fois gagnant avec 57,2 % des voix, contre 41,3 % pour Yoshio Kimura, et entre à la Chambre des représentants. Il est ensuite successivement réélu en décembre 2012 et 2014, recueillant respectivement 50,0 et 55,8 % des voix face à son adversaire libéral-démocrate Takakazu Seto (ja).
En septembre 2016, il est candidat à la présidence du Parti démocrate progressiste (Minshintō), successeur du PDJ, contre Seiji Maehara et Renhō, mais c'est cette dernière qui remporte le scrutin, Tamaki n'arrivant que troisième.

### Parti de l'espoir
Candidat aux élections législatives anticipées d'octobre 2017 sous l'étiquette du Parti de l'espoir (PE), récemment créé par Yuriko Koike, Tamaki conserve son siège malgré les résultats mitigés de cette nouvelle formation, qui n'envoie que 50 députés à la Chambre des représentants.
Le 10 novembre 2017, Tamaki accède au poste de coprésident du PE après sa victoire face à Hiroshi Ōgushi (ja) lors d'un scrutin interne. Le coprésident a pour mission de représenter le mouvement à la Diète pendant que Koike, la fondatrice, se consacre à son poste de gouverneur de Tokyo. Celle-ci renonce finalement à la présidence du parti le 14 novembre, laissant Tamaki seul aux commandes.

### Parti démocrate du peuple
En mai 2018, une partie du PE et une partie du Minshintō fusionnent et forment le Parti démocrate du peuple (PDP) sous l'impulsion du Rengō, la plus grande fédération syndicale japonaise, dans le but de réunir les forces d'opposition. Tamaki codirige d'abord le nouveau parti avec Kōhei Ōtsuka (ja) mais, le 4 septembre 2018, il en devient le seul président après avoir remporté l'élection interne contre Keisuke Tsumura (ja).
Moins de deux ans plus tard, lors d'un congrès du PDP en août 2020, le parti décide à une large majorité de fusionner avec le Parti démocrate constitutionnel (PDC) le mois suivant. Seule une minorité de parlementaires, dont Tamaki, se prononce contre ce choix, mais ils ne sont pas suivis. Les jeunes membres du parti, en particulier, sont insatisfaits de la direction du mouvement depuis qu'il a perdu deux sièges aux élections à la Chambre des conseillers du Japon de 2019, et poussent à l'union. Le PDC avait déjà proposé la fusion des deux partis en décembre 2019, mais des désaccords l'avaient empêchée. Un accord avait finalement pu être trouvé après qu'un compromis proposé par Tamaki eut été adopté. Néanmoins, le moment venu, ce dernier rejette l'union et déclare qu'il compte former un parti distinct lorsque celle-ci aura eu lieu. Il se dit notamment en désaccord avec le PDC au sujet de la taxe sur la consommation et de la révision de la constitution.
En septembre, alors que la majorité des membres du PDP l'ont quitté pour le PDC, un petit groupe mené par Tamaki s'y refuse et perpétue l'existence du PDP. Après la séparation, Tamaki cesse de se coordonner avec les autres partis d'opposition pour attaquer le PLD et, en juillet 2021, il attaque le Parti communiste japonais (PCJ) en déclarant que sa doctrine est une forme de totalitarisme.
Lors des élections législatives d'octobre 2021, Tamaki est confortablement réélu avec 63,5 % des voix, contre 36,5 % pour Takakazu Seto (PLD), qu'il affronte pour la quatrième fois. Son parti n'obtient cependant que 11 sièges de représentants, dont 5 à la proportionnelle. En 2022, il soutient la première version du budget proposée par le gouvernement, suscitant le mécontentement d'une partie des sympathisants du PDP.
Il en est néanmoins réélu président le 2 septembre 2023, recueillant les voix de 14 des 21 parlementaires du mouvement et de 80 % des membres contre son adversaire Seiji Maehara. Pendant la campagne, Tamaki et Maehara s'opposent particulièrement au sujet de l'attitude à adopter vis-à-vis de la coalition au pouvoir composée du PLD et du Kōmeitō : tandis que Tamaki n'exclut pas un rapprochement avec ceux-ci, Maehara préfère rechercher la confrontation et s'associer avec les autres partis d'opposition non communistes. La victoire de Tamaki ne met cependant pas fin au conflit interne. En novembre, Maehara quitte le PDP avec quatre autres parlementaires pour former sa propre organisation.

## Prises de position
À l'occasion d'un débat avec Hiroshi Ōgushi (ja) en vue de l'élection du coprésident du Parti de l'espoir en 2017, Tamaki déclare qu'il préférerait amender la loi de 2015 sur les forces d'autodéfense plutôt que l'abroger. Il se dit aussi favorable à une révision constitutionnelle car, selon lui, ne pas définir de cadre pour les Forces japonaises d'autodéfense donne trop de latitude à l'autorité du Premier ministre Shinzō Abe en la matière. Il critique en outre la manière dont le programme de formation technique interne destiné aux travailleurs étrangers est organisé.
En janvier 2020, il dit souhaiter que la loi permette aux femmes mariées de conserver leur nom de naissance et déplore le refus du gouvernement d'adopter cette mesure qui, de son point de vue, faciliterait le mariage des jeunes couples. En septembre 2022, il assiste aux funérailles d'État de l'ancien Premier ministre Shinzō Abe mais, faisant écho aux critiques d'autres membres de l'opposition, propose que la Diète discute des règles en la matière pour éviter toute confusion.

## Résultats électoraux
| Année | Parti   | Parti | Circonscription | Voix   | %     | Rang | Issue |
| ----- | ------- | ----- | --------------- | ------ | ----- | ---- | ----- |
| 2005  |         | PDJ   | 2e de Kagawa    | 70 177 | 38,91 | 2e   | Battu |
| 2009  | 109 863 | PDJ   | 2e de Kagawa    | 57,17  | 1er   | Élu  |       |
| 2012  | 79 153  | PDJ   | 2e de Kagawa    | 50,04  | 1er   | Élu  |       |
| 2014  | 78 797  | PDJ   | 2e de Kagawa    | 55,82  | 1er   | Élu  |       |
| 2017  |         | PE    | 2e de Kagawa    | 82 345 | 1er   | Élu  | 55,49 |
| 2021  |         | PDP   | 2e de Kagawa    | 94 530 | 1er   | Élu  | 63,50 |
| 2024  | 89 899  | PDP   | 2e de Kagawa    | 66,41  | 1er   | Élu  |       |